# Porse
Porse är en dansk och svensk uradelsätt med ursprung från dåvarande danska Halland, känd från 1200-talet. Ätten tillhör de så kallade ”sjöbladsätterna”, vilket är en sentida benämning på ätter som förde sjöblad i sina heraldiska vapen eller sigill. Ätten Ribbing antas vara gren av Porseätten, på grund av att de tillhör sjöbladsätterna.
Vapen
Blasonering: En sköld i guld med tre fallande röda sjöblad.
Med Peder Nielsen Porse död 1402 slocknade ätten ut.

## Personer ur ätten
- Ättens förste kände medlem var den danske stormannen Peder Porse, omtalad första gången 1272. Enligt Erikskrönikan skall han ha rymt till Sverige från Danmark där han blivit landsflyktig, vilket stämmer med att han var en av de stormän som 1287 dömdes fredlösa för mordet på Erik Klipping.
- Erikskrönikan omtalar även en Peder unge Porse, som förekommer i dokument 1300-1314. Han har antagits vara son till Peder Porse den äldre, men för detta saknas dock entydiga belägg.
- Knut Porse var troligen brorson till Peder unge Porse
- En Peder Porse som var far till Bo Jonsson (Grip)s hustru Margareta Pedersdotter är möjligen identisk med en Peder Porse omtalad i Halland 1336 och 1345. Han var även far till riddaren Peder Porse, omtalad 1365-1386. Deras släktskap med övriga Porsar är okänd.
- Knut Porse (död 1330-05-30) Hövding över Södra Halland, hövitsman på Varbergs slott. Hertig av Halland och Estland.

## Senare generationer
1. Knut Porse (inte identisk med hövitsmannen på Varbergs slott). Gift med Birgitta Matsdotter.[1]
  1. Magnus Porse (dör 1380), väpnare och häradshövding i Tjust. Gift med Elin Gregersdotter (Sandbroätten) (död efter 1387).[1]
    1. Birgitta Magnusdotter (Porse), död 1450 i Vadstena, barnlös, hon överlever sina makar och barn.  Arvet utreds först av Karl Henrik Karlsson i Personhistorisk tidskrift. [2] [1]

Med Birgitta Magnusdotter (Porse) utslocknade ätten Porse.